# Tony Coleman
Anthony George „Tony“ Coleman (* 2. Mai 1945 in Liverpool) ist ein ehemaliger englischer Fußballspieler. Der linke Flügelspieler feierte mit Manchester City seine größten Erfolge, als er 1968 die englische Meisterschaft und im Jahr darauf den FA Cup gewann.

## Sportlicher Werdegang
Coleman begann 1961 seine Laufbahn bei Stoke City. Von Ellesmere Port Town ging es 1962 zum Viertligisten Tranmere Rovers, bei dem er in der Saison 1962/63 zu seinem Meisterschaftsspieldebüt kam. Am 13. April 1963 stand er auf der linken, offensiven Außenbahn in der Startelf gegen York City (2:1). Es blieb der einzige Einsatz in der Saison 1962/63; im Jahr darauf folgten sieben weitere Partien, davon die sechs letzten in der Schlussphase der Spielzeit 1963/64. Zum Stammspieler reichte es dort jedoch genauso wenig, wie beim Zweitligisten Preston North End, wohin es ihn in der Saison 1964/65 verschlagen hatte. Zwischenzeitlich lieh ihn „PNE“ an den walisischen Klub Bangor City aus, bevor er im November 1965 in die Viertklassigkeit zurückkehrte – nun zu den Doncaster Rovers. In Doncaster feierte Coleman seine ersten sportlichen Erfolge und er war in der Spielzeit 1965/66 eine feste Größe in dem Team, dem der Aufstieg in die dritte Liga gelang. Zwar sollte es für die Rovers bereits nach einem Jahr wieder zurück ins Unterhaus des englischen Profifußballs gehen, aber kurz vor dem Abstieg wechselte er für 12.000 Pfund in die oberste Spielklasse zu Manchester City. Insgesamt hatte für Doncaster elf Tore geschossen, darunter einen entscheidenden Treffer gegen Crewe Alexandra im Aufstiegskampf.
Plötzlich fand sich Coleman in einer Mannschaft wieder, die um die großen Titel im englischen Fußball mitspielte, und mittendrin im Geschehen war er Stammspieler bei den „Citizens“, die 1968 die englische Meisterschaft und im Jahr darauf den FA Cup gewannen. Als linker Flügelspieler steuerte er acht Tore zum Ligatitel bei und am 26. April 1969 absolvierte er das englische Pokalfinale, das mit 1:0 gegen Leicester City gewonnen wurde. Problemlos gestaltete sich Colemans Zeit in Manchester jedoch nicht und so zog sich Coleman gelegentlich den Unmut von Trainer Joe Mercer ob seiner häufigen Ausflüge ins nächtliche Stadtleben zu. Im Oktober 1969 verließ Coleman den Verein in Richtung des Ligakonkurrenten Sheffield Wednesday, rund zehn Monate später ging es weiter zum FC Blackpool.
Anschließend war Colemans sportliche Laufbahn auf höchstem Niveau beendet. Zu Beginn der 1970er-Jahre zog es ihn dann nach Südafrika, wo er für Cape Town City FC und Durban City agierte. Nach seiner Rückkehr nach England waren die unterklassigen Klubs FC Southport, Stockport County und Macclesfield Town die letzten bekannten Stationen im aktiven Fußball. Später emigrierte er nach Australien.

## Titel/Auszeichnungen
- Englische Meisterschaft (1): 1968
- Englischer Pokal (1): 1969